# Zygmunt Goławski (1912–1944)

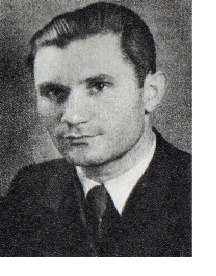

Zygmunt Goławski ps. „Niwa” (ur. 6 lutego 1912 w Ostrowie Lubelskim, zm. 20 lipca 1944 w Bójkach) – polski działacz polityczny, prawnik, nauczyciel. Komendant Batalionów Chłopskich w Ostrowie Lubelskim, organizator, wiceprzewodniczący, a następnie przewodniczący konspiracyjnej Lubelskiej Wojewódzkiej Rady Narodowej.

## Życiorys
Urodził się w Ostrowie Lubelskim w rodzinie Wiktora i Anny Goławskich. Ojciec z zawodu był stolarzem-cieślą i jednocześnie pracował w Kasie Stefczyka. Szkołę powszechną ukończył w Ostrowie Lubelskim, szkołę średnią kontynuował w Gimnazjum Biskupim im. Bolesława Prusa w Siedlcach. Zdał maturę w 1933 r.
W 1934 odbył służbę wojskową, w czasie której skończył szkołę podchorążych, otrzymując stopień plutonowego – podchorążego rezerwy. Ukończył studia na Katolickim Uniwersytecie Lubelskim na Wydziale Prawa i Nauk Ekonomicznych (1934–1939).
Podczas kampanii wrześniowej 1939 r., walczył w okolicach Białej Podlaskiej. Od października 1939 przebywał w Ostrowie Lubelskim, organizował tajne nauczanie młodzieży szkolnej, której okupanci przerwali naukę. Pomagali mu miejscowi nauczyciele, w tym Lucyna Leszczyńska, z którą wszedł w związek małżeński w 1940 r. Angażował się w ruch oporu, pełniąc funkcję komendanta bojowego Związku Walki Zbrojnej.
W 1941 r. wstąpił do „Chłopskiej Straży”, a następnie został komendantem Garnizonu Batalionów Chłopskich w Ostrowie Lubelskim. W początkach 1942 r. garnizon liczył ponad 100 członków i stawał się znaczącym ośrodkiem ruchu oporu. Jego garnizon kolportował prasę, prowadził nasłuchy radiowe, organizował szpital dla rannych partyzantów, odbierał zrzuty lotnicze zaopatrzenia wojskowego, udzielał pomocy innym grupom partyzanckim. Organizował akcje zbrojne i obronne przed Niemcami w lasach parczewskich i pod Rąblowem.
Wobec zbliżającego się frontu armii sowieckiej, brał udział w organizacji administracji państwowej. Wchodził w skład konspiracyjnej Lubelskiej Wojewódzkiej Rady Narodowej, pełniąc funkcję zastępcy, a następnie przewodniczącego tego organu. Rada składała się z różnych nurtów społecznych, odbyła cztery posiedzenia, podczas których m.in. zabroniła walk bratobójczych. Powołała też sąd ludowy oraz gminną radę w Ostrowie Lubelskim. Wobec różnicy poglądów 14 lipca 1944 r. kpt. Zygmunt Goławski, jako zdeklarowany demokrata o poglądach katolickich, zrezygnował z pełnionej funkcji i zarządził wybór nowego przewodniczącego.
Mimo zbliżającego się frontu, 16 lipca 1944 r. Niemcy w sile około 9000 żołnierzy przy wsparciu lotnictwa okrążyli partyzantów w lasach parczewskich. Partyzanci w liczbie około 5000 żołnierzy (27 dywizja AK, AL, BCh, grupa partyzantów radzieckich) uzbrojeni byli w broń lekką. Walki głównie na obrzeżach lasów trwały kilka dni. Znaczna część oddziałów zdołała się przebić przez pierścień okrążenia. Mimo przewagi militarnej i liczebnej Niemcy nie zdołali przeczesać i zdobyć pozycji partyzanckich w lasach, a wobec nacierającego frontu, 20 lipca 1944 r. zaczęli się wycofywać.
W ostatnim dniu walk poległ pod Bójkami Zygmunt Goławski, towarzysząca mu żona Lucyna, Stanisław Rosiński, Wacław Bonat i żołnierz o nieustalonym nazwisku. Wszyscy zostali pochowani w alei partyzanckiej na cmentarzu w Ostrowie Lubelskim. Mimo niechęci władz centralnych społeczeństwo Ostrowa Lubelskiego uczciło pamięć dowódcy BCh kpt. Zygmunta Goławskiego, nazywając jego imieniem Miejski Dom Kultury. Uroczystość wmurowania kamiennej tablicy odbyła się 22 września 1964 r. W roku 2018 tablica upamiętniająca bohaterstwo Zygmunta Goławskiego została zdjęta i zastąpiona inną, z napisem o treści: Dla upamiętnienia 470 rocznicy nadania praw miejskich dla Ostrowa Lubelskiego.